# Ordi
|  | Per a altres significats, vegeu «Ordi (polisèmia)». |

L'ordi (Hordeum vulgare) és una planta herbàcia anual de la família de les poàcies que es caracteritza per espigues amb llargues arestes. És un cereal de gran importància tant per als animals com per als humans. En la classificació del 2007 de conreus de cereals al món, l'ordi va ser el quart, tant en termes de quantitat produïda (136 milions de tones) com d'àrea de cultiu (566.000 km²).
No s'ha de confondre amb la civada, malgrat que en algunes contrades valencianes de l'ordi se'n digui civada, probablement per influència del castellà cebada, que sí és el Hordeum vulgare.

## Biologia

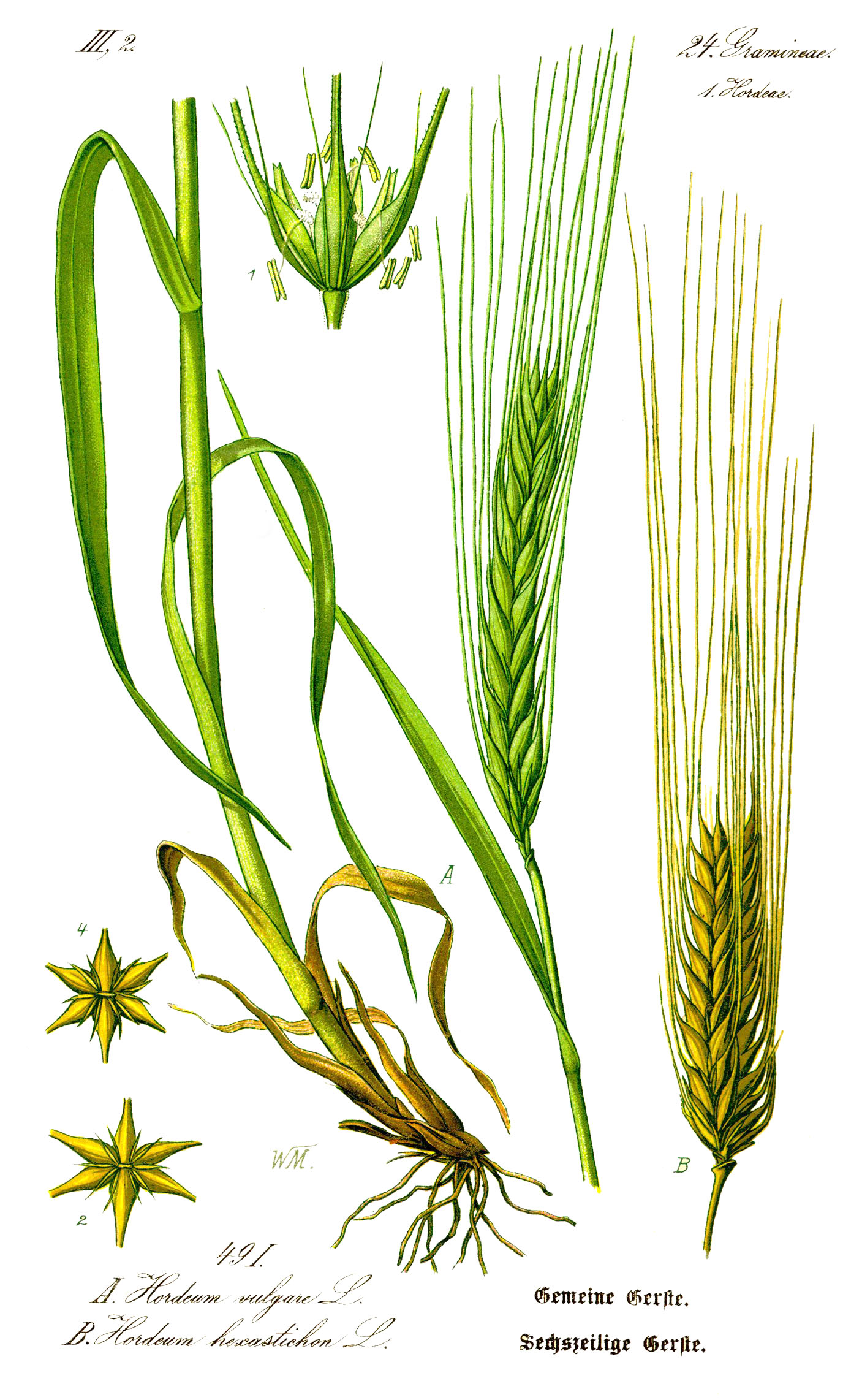
Il·lustració Hordeum vulgare extreta del llibre Flora von Deutschland, Österreich und der Schweiz de 1885.

L'ordi, com altres poàcies goixa, és a dir emet nous brots que faran més espigues

L'ordi és una planta poàcia. És una espècie diploide autopol·linitzadora dotada de catorze cromosomes. L'avantpassat silvestre de l'ordi domesticat, Hordeum vulgare ssp. spontaneum, és abundant en herbassars i boscos arreu del Creixent Fèrtil, i és abundant en hàbitats pertorbats, els costats de les carreteres i camins i els horts. Fora d'aquesta regió, l'ordi silvestre és més rar i sol trobar-se en hàbitats pertorbats.
L'arrel de la planta d'ordi és fasciculada i s'hi poden identificar arrels primàries i secundàries. Les arrels primàries es formen pel creixement de la radícula i desapareixen en la tija. L'arrel assoleix poca profunditat en comparació amb altres cereals. S'estima que el 60% del pes d'aquesta es troba en els primers 25 centímetres sota terra i que les arrels no solen sobrepassar els 120 cm de profunditat.
La tija de l'ordi és una canya buida que presenta de set a vuit entrenusos, separats pels respectius nusos. Els entrenusos són més llargs a mesura que la tija creix des de la regió basal. El nombre de tiges de cada planta és variable i cadascuna acaba en una espiga.
Les fulles estan formades per la beina basal i la làmina, les quals estan unides per la lígula i presenten dues prolongacions membranoses anomenades aurícules. Les fulles es troben inserides als nusos de la tija per un collaret o pulvinus, que és un bony a la base de la fulla.
L'espiga és la inflorescència de la planta, es considera una prolongació de la tija, és similar a la de les altres plantes gramínies i presenta reducció del periant. La funció protectora l'exerceixen les glumel·les i les pàlees.
La llavor d'ordi és de forma afusada, més gruixuda en el centre i va aprimant-se cap als extrems. La closca de l'ordi (en els tipus vestits), protegeix el gra contra els depredadors i és d'utilitat en els processos de maltatge i cerveseria. Representa un 13% del pes del gra i oscil·la segons la varietat del gra i la latitud de plantació.

### L'ordi de dos rengles i l'ordi de sis rengles

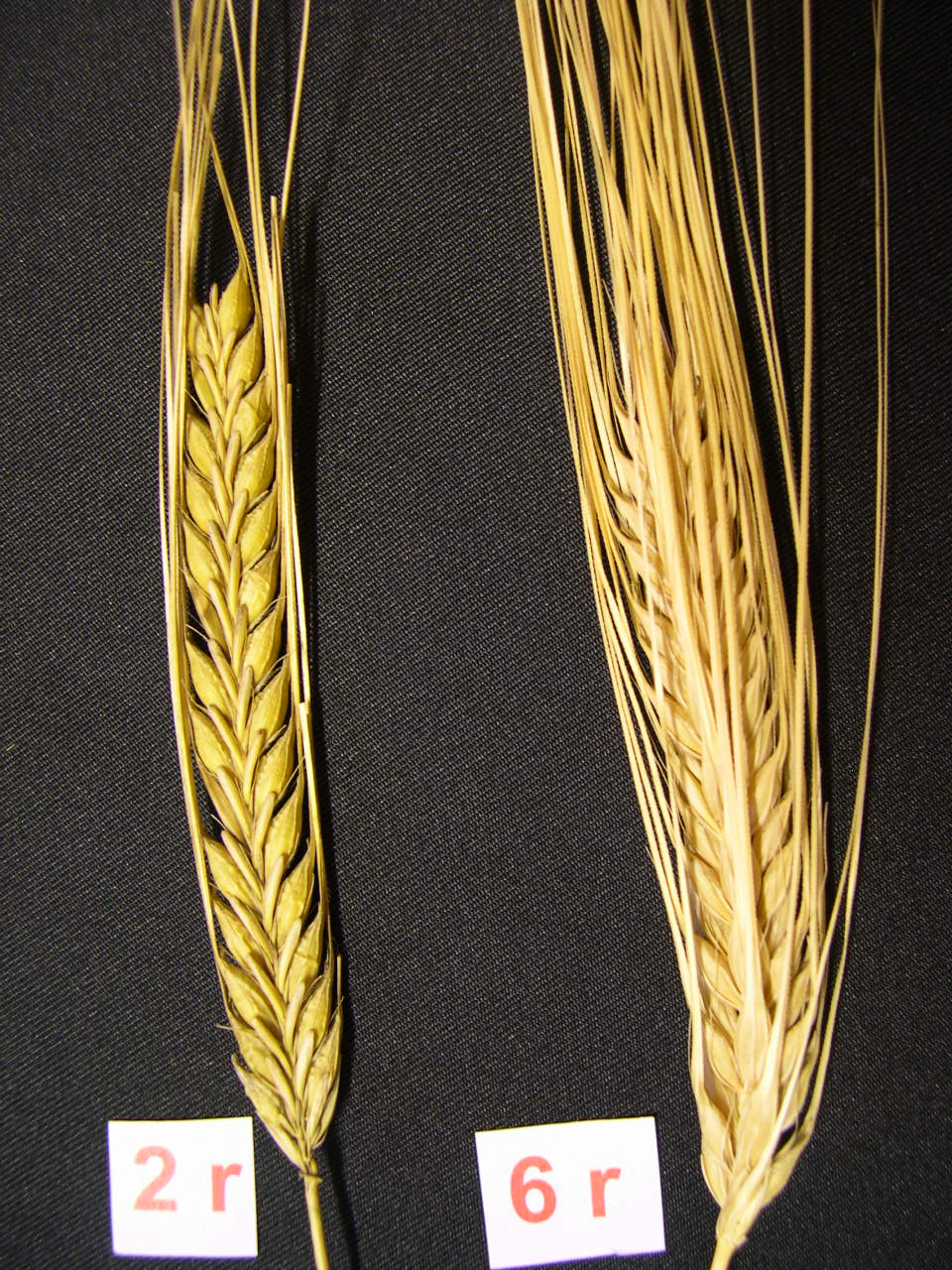
Ordi de dos i sis rengles

Hi ha dues espècies principals d'ordi conreades: Hordeum distichon L., que s'utilitza per a l'elaboració de la cervesa, i Hordeum hexastichon L., que es fa servir com a farratge per a alimentació animal; ambdues espècies es poden agrupar sota el nom Hordeum vulgare L. sp. vulgare', en el qual també s'agrupa Hordeum spontaneum L., l'ordi silvestre.
En els ordis de dos rengles (Hordeum distichon L.) les espiguetes laterals són estèrils i per això, en veure les espigues des del seu vèrtex, s'observen dos rengles de grans, corresponents a l'única espigueta que ha quedat a cada nivell del raquis, a una banda i l'altra.
En els ordis de sis rengles(Hordeum hexastichon L.), amb totes les espiguetes fèrtils, hi ha tres grans a cada nivell del raquis i la secció de l'espiga vista des de dalt permet de distingir els sis rengles de grans. De vegades, segons la disposició dels grans, els ordis de sis rengles poden semblar ordis de quatre rengles.
La forma del gra permet de distingir els ordis de dos rengles dels ordis de sis rengles. En els de dos rengles tots els grans són simètrics i la variació principal de mides es troba entre els grans del mig de l'espiga i els dels extrems. En els ordis de sis rengles la tercera part dels grans són simètrics (corresponen als del mig de cada nivell del raquis) i la resta són recaragolats i més petits; els grans simètrics de sis rengles són lleugerament comprimits lateralment, mentre que els de dos rengles són més amples i arrodonits.

## Història

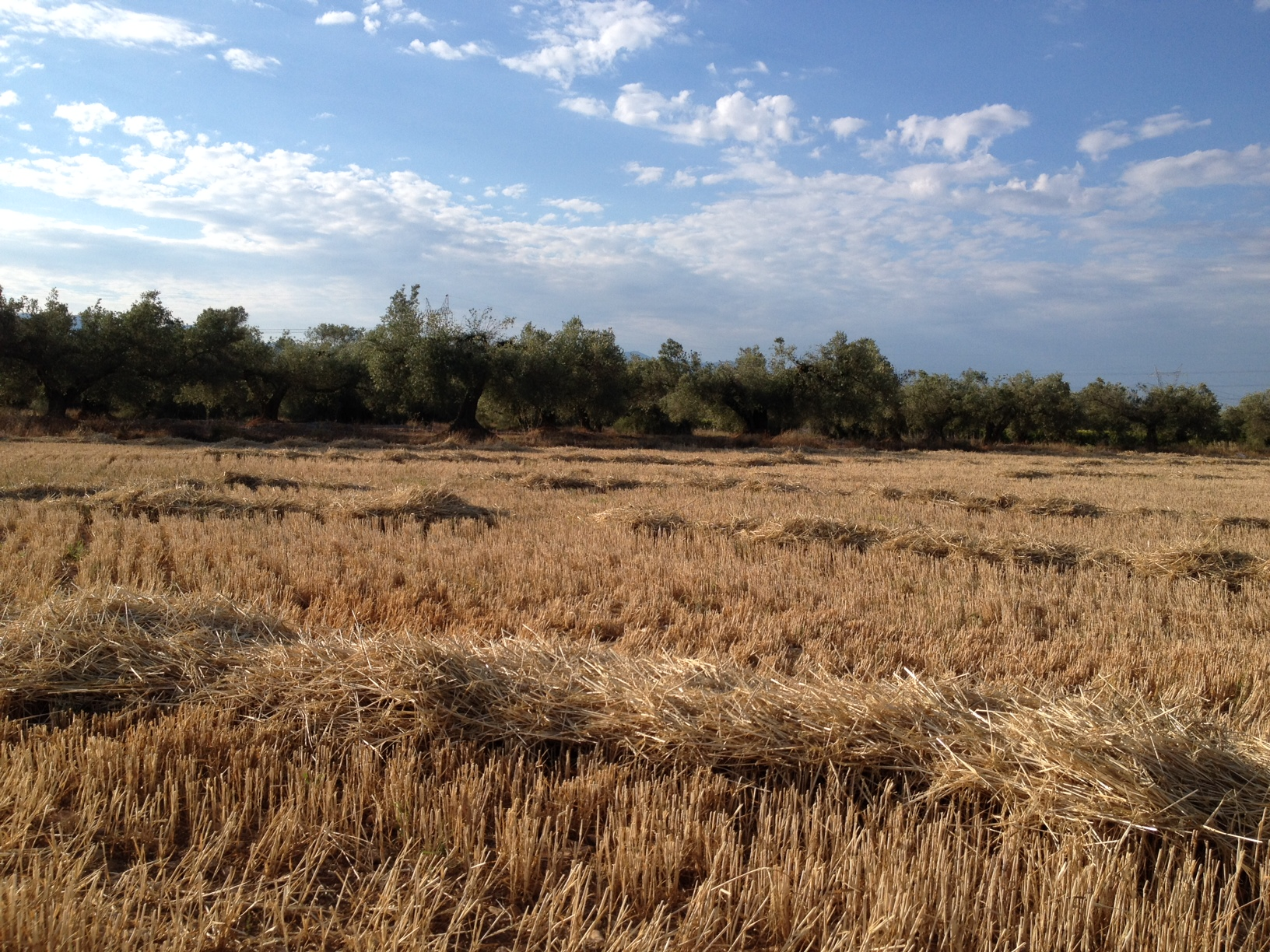
Sega d'ordi a Ulldecona.

L'ordi fou un dels primers conreus a ser domesticats a l'Orient Pròxim, al mateix temps que l'espelta petita i la pisana bessona. La distribució geogràfica de l'ordi salvatge (H. vulgare ssp. spontaneum) s'estén des del nord d'Àfrica i Creta a l'oest, fins al Tibet a l'est. Les proves més antigues d'ordi salvatge en un context arqueològic se situen a l'Epipaleolític i provenen d'Ohalo II, un jaciment arqueològic situat a l'extrem meridional del llac de Tiberíades. Les restes foren datades aproximadament el 17000 aC. L'ordi domèstic més antic apareix en jaciments neolítics aceràmics de l'Orient Pròxim, com, per exemple, a les capes del Neolític preceràmic B de Tell Abu Hureyra, a Síria. L'ordi va ser cultivat a la península de Corea des de principis del període de la ceràmica mumun (aprox. 1500–850 aC), juntament amb altres conreus, com el mill, el blat o els llegums.
Al seu llibre guanyador d'un Premi Pulitzer Guns, Germs, and Steel, Jared Diamond argumenta que la disponibilitat d'ordi, juntament amb la d'altres conreus i animals domesticables, al sud-oest d'Euràsia, ha contribuït significativament als patrons històrics generals que ha seguit la història humana al llarg d'aproximadament els últims 13.000 anys; per exemple, per què les civilitzacions eurasiàtiques, en general, han sobreviscut i conquerit les altres, tot intentant refutar la creença que l'hegemonia eurasiàtica es deu a qualsevol mena de superioritat intel·lectual, moral o genètica inherent dels eurasiàtics.
La cervesa d'ordi fou probablement la primera beguda produïda pels humans del Neolític. Més endavant s'utilitzà l'ordi com a moneda de canvi. Juntament amb la pisana bessona, l'ordi era un dels cereals bàsics de l'antic Egipte, on se l'utilitzava per elaborar pa i cervesa. El nom general de l'ordi és jt (pronunciat hipotèticament "iit"); šma (pronunciat hipotèticament "xii-ma") es refereix a l'ordi de l'Alt Egipte i és un símbol de l'Alt Egipte. El terme sumer és is akiti.
Segons el Deuteronomi 8:8, l'ordi és una de les "Set Espècies" de conreus que caracteritzen la fertilitat de la Terra Promesa de Canaan, i l'ordi té un paper prominent en els sacrificis israelites descrits al Pentateuc (per ex., Nombres 5:15). La seva religió importància s'estengué a l'edat mitjana a Europa, i s'hi utilitzà l'ordi en la justícia per mitjà de l'alfitomància o el corsned anglosaxó.

### A la mitologia grega
Quan Demèter estava buscant Persèfone, es va aturar a descansar a la casa d'un pagès i va apagar la seva set amb una beguda dolça d'ordi. Un nen que es deia Askalabos es va burlar de la seva fam i, enfadada, la deessa li va llançar la beguda, transformant-lo en un llangardaix. Les molles d'ordi es van convertir en les taques de la criatura.

## Cultiu
Cicle de cultiu més curt que el del blat, és el cereal que pot ser conreat més al nord, suporta terres de poca qualitat i en determinades circumstàncies dona més rendiment en gra que el blat.
El cultiu és força estès i, donades les seves característiques, el conreu a Europa arriba als 70º de latitud Nord (a Rússia els 66º), i a Amèrica els 64º. Quant a l'altitud, arriba fins als 1.800 m a Suïssa i als 3.000 m al Perú, i és el cereal que millor s'adapta a les latituds més elevades. Quant a la temperatura, l'ordi germina a una temperatura mínima de 6 °C. Floreix als 16 °C i madura als 20 °C. Tolera molt bé les baixes temperatures i arriba a suportar els deu graus sota zero.
Els beduïns dels deserts i semideserts acostumaven a sembrar ordi després d'una pluja important i feien una petita collita uns tres mesos després encara que no tornés a ploure.
Al Tibet és el cereal principal i en forma de farina barrejada amb mantega de iac és la base de l'alimentació tradicional.
Normalment se sembra a final de la tardor o començament de l'hivern, i la collita sol ser a final de juny o començament de juliol.
Una vegada batut, la palla és molt apreciada per alimentar el bestiar, més que no pas la del blat.

### La sembra

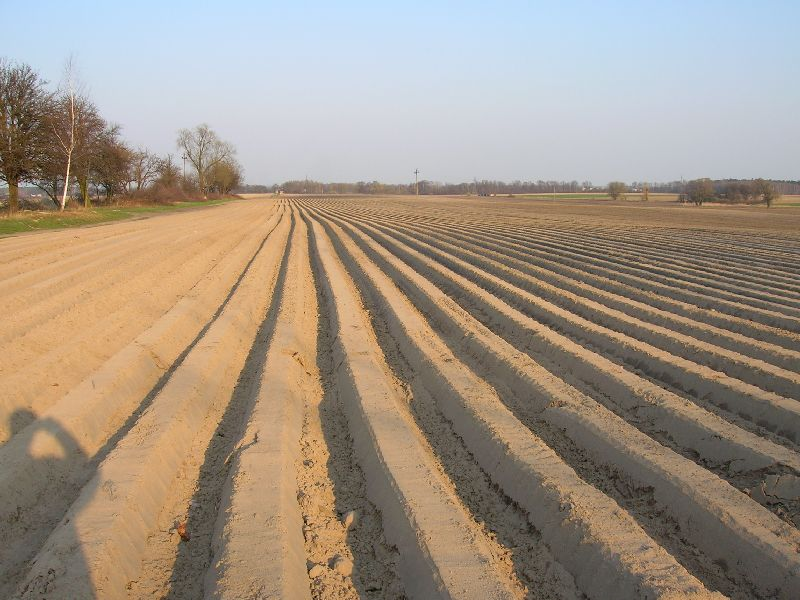
Camp llaurat

Es fa a la tardor (novembre, ordis d'hivern) o bé a la sortida de l'hivern (febrer, ordis de primavera).
L'època de sembra es decideix, en principi, per necessitats de la rotació: combinació amb altres cultius, lluita contra les males herbes, per disposar de més temps per sembrar, etc. Cal tenir present, però, que les sembres de tardor permeten més produccions (cicles més llargs, millor arrelament) i que les sembres més tardanes són més sensibles als accidents.
La quantitat de llavor a emprar és molt variable; normalment oscil·la entre 120 i 160 quilograms per hectàrea.
Respecte a la dosi de sembra, cal tenir present que:
- Convé no sembrar gaire espès l'ordi de sis rengles.
- Quan se sembra a les acaballes de l'hivern, s'ha d'augmentar la dosi per compensar que hi ha menys temps per fillolar. En ordis de tipus primavera també cal sembrar-los més espessos si se sembren més aviat, car cal tenir presents les inclemències del fred.

### El reg

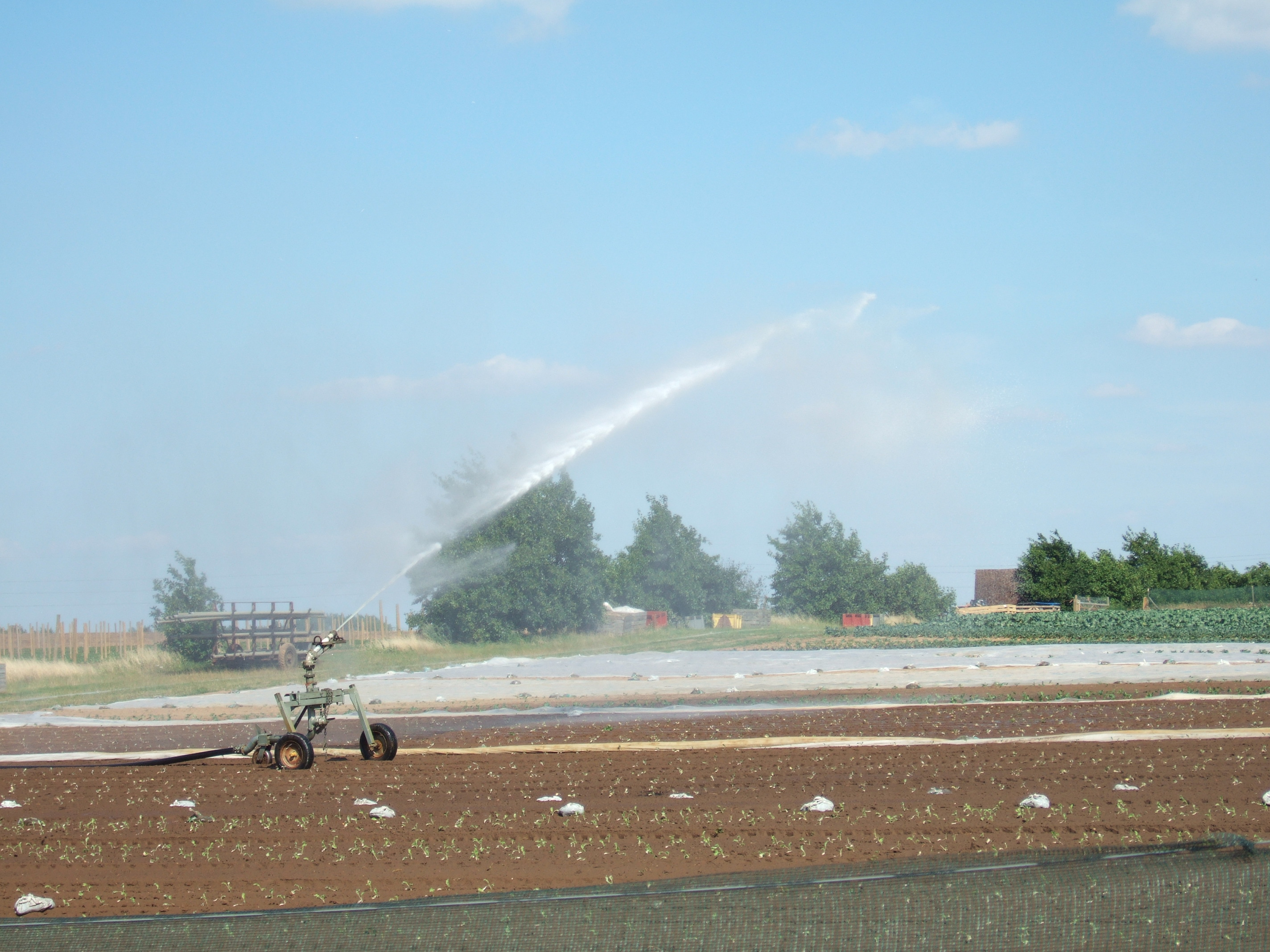
Aspersor de rec

L'ordi té un coeficient de transpiració superior al blat, encara que, com que el cicle és més curt, la quantitat d'aigua absorbida és una mica inferior. L'ordi té com a avantatge que exigeix més aigua al principi del desenvolupament que no pas al final, fet que el fa més resistent a la sequera que el blat, tot i tenir un coeficient més alt de transpiració.
El reg s'ha de fer en l'època de l'encanyat, ja que una vegada espigada es produeixen danys en la planta.

### L'adobament

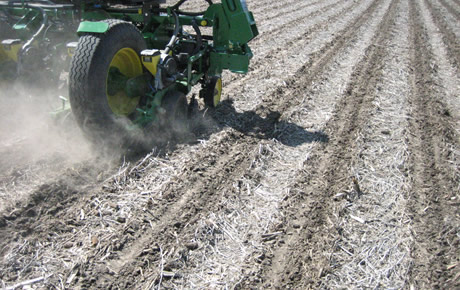
Màquina de fertilització

Quan l'ordi es destina a la fabricació de cervesa, no s'ha d'aplicar adob nitrogenat sobre el cultiu, sinó solament de fons, per tal d'evitar que el gra acumuli un nivell massa alt de proteïna i que el seu calibre sigui pitjor.
L'adob nitrogenat permet incrementar el nivell de producció, però, al mateix temps, actua negativament sobre el contingut proteic i sobre el percentatge d'extracte, com també sobre el calibre del gra.

### La collita
A Catalunya, es fa entre el final de juny i la primeria de juliol, en general abans que el blat perquè madura molt més de pressa. Els ordis d'hivern es poden collir uns 10 o 15 dies abans que els ordis de primavera

## Protecció del conreu
Hi ha diverses malalties que afecten l'ordi (sobretot la cendrosa, l'helmintosporiosi i la rincosporiosi), que es poden combatre amb tractament de la llavor i, si cal, amb fungicides aplicats sobre el conreu. En ordis per a cervesa afectats per malalties després de l'espigueig pot ser important fer tractaments amb fungicides, per tal d'evitar que el gra perdi qualitat. En els altres casos, difícilment es justifiquen econòmicament els tractaments amb fungicides.
Afecten molt l'ordi dos accidents:
- L'ajagut o bolcament, que és un desequilibri fisiològic, en general, que perjudica molt la qualitat i també el rendiment, perquè quan la planta es bolca es dificulta la circulació de la saba.
- Sobretot, la manca de pes específic del gra, que depèn de la varietat (grossor de les glumel·les) i de les condicions climàtiques durant l'acabament del cicle.

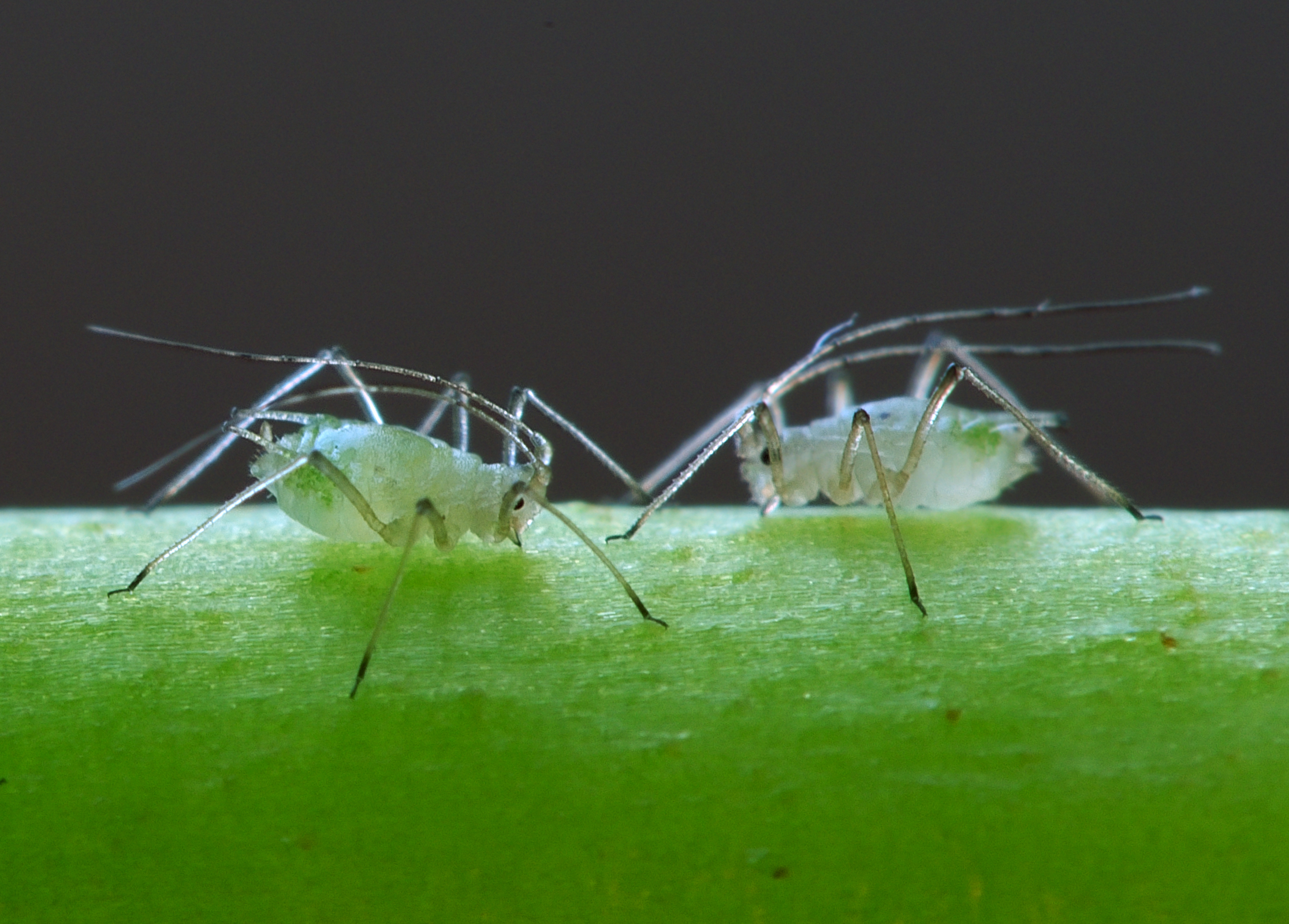
Pugons sobre una tija

### Plagues
- Pugons (Rhopalosiphum padi, Sitobion avenae, Schizapis graminum): produeixen importants danys en l'ordi, sobretot el primer, ja que és el principal causant del Virus del Nanisme Groc.
- Larva de l'insecte (Lema melanopa), s'alimenta del parènquima de les fulles d'ordi produint aparents pèrdues de massa fotosintètica, però, la seva escassa incidència sobre el rendiment no justifica tractaments insecticides, encara que en alguns països s'investiga el seu control biològic per la incidència de danys.
- Nematode (Heterodera avenae), els nematodes també perjudiquen els conreus de l'ordi, sobretot en anys de tardors poc plujoses. Els símptomes de l'atac de nematodes es presenten en zones concretes formant rodals en què les plantes es desenvolupen amb molta dificultat, empetitint-se i esgrogueint-se, si la planta no mor en aquesta fase, produeixen molt poc i produeixen espigues petites i deformades.[8]

### Malalties
- Puccinia anomala: produeix petites pústules sobre les fulles de color marró ataronjat i després de color negre, d'on es desprèn pols del mateix color.
- Puccinia glumarium: sobre les fulles i beines produeix pústules groguenques disposades en línies paral·leles. A continuació apareixen pústules negres.
- Ustilago nua : La infecció té lloc quan s'estan desenvolupant els grans a l'espiga. Les espores del fong, transportades per l'aire, cauen sobre els grans en creixement, germinen i penetren en ells. Aquests conserven la seva aparença externa completament normal, però al sembrar la nova planta que d'ells s'origina està completament envaïda pel fong, apreciant la invasió a les espigues, quedant reduïdes al raquis, cobert de pols negre, que es dissemina per l'aire, propagant així la malaltia.
- Ustilago hordei : es comporta de manera similar a l'anterior, les espigues atacades presenten un aspecte extern normal, però tenen els grans plens de pols negre. Quan els grans infectats se sembren, les espores que contenen penetren dins de la plàntula, envaint les zones de creixement.[8]

- Helmintosporiosis de l'ordi (Helminthosporius gramineus) : vers la fi de la primavera apareixen en l'ordi taques allargades a les fulles, en sentit longitudinal, que es transformen més endavant en estries de color marró violaci. A vegades, si l'atac és fort, pot aturar el creixement de la planta o impedir l'espigat total d'ella,. Les espigues atacades, per tenir grans atrofiats, no pesen, per la qual cosa queden més dretes que les normals i amb les barbes més separades del normal. La infecció primerenca pot disminuir en més d'un 20% el rendiment.
- Oïdi (Erisiphe graminis): Els símptomes de la malaltia es manifesten amb taques blanques a gris pàl·lid en fulles, beines i glumes. Seguidament les taques es fan més grans i fosques, els teixits es tornen bruns i moren. Els atacs primerencs i severs poden reduir el desenvolupament radicular, el nombre de tiges amb espiga i la mida del gra
- Rincosporiosis (Rhynchosporium secalis), produeix lesions característiques sobre les fulles i les beines: taques ovals o ròmbiques al principi aquoses i que progressivament s'assequen d'un color gris-blanquinós amb una vora normalment serrada de color groguenc, o gris fosc, a marró. Aquest fong també afecta els òrgans florals. Pot causar danys de fins al 35-40% de pèrdua de rendiment.
- Virus del Nanisme Groc (BYDV) : els símptomes es manifesten en les fulles, ja que aquestes es tornen groguenques, engrossides i rígides. Es produeix un retard en la formació de les espigues (que es mantenen dretes i es decoloren). La infecció primerenca pot disminuir en més d'un 20% el rendiment. Aquest virus és transmès per un gran nombre d'espècies de pugons.
- Fussarium spp (fong): cal controlar la seva presència perquè és un gran productor de tricotrecens, una micotoxina entre les quals la zearalenona i deoxinivalenol. Aquest gènere causa la fusariosi, un exemple d'espècie de fong patògen és Fusarium graminearum.[9]

## Principals països productors

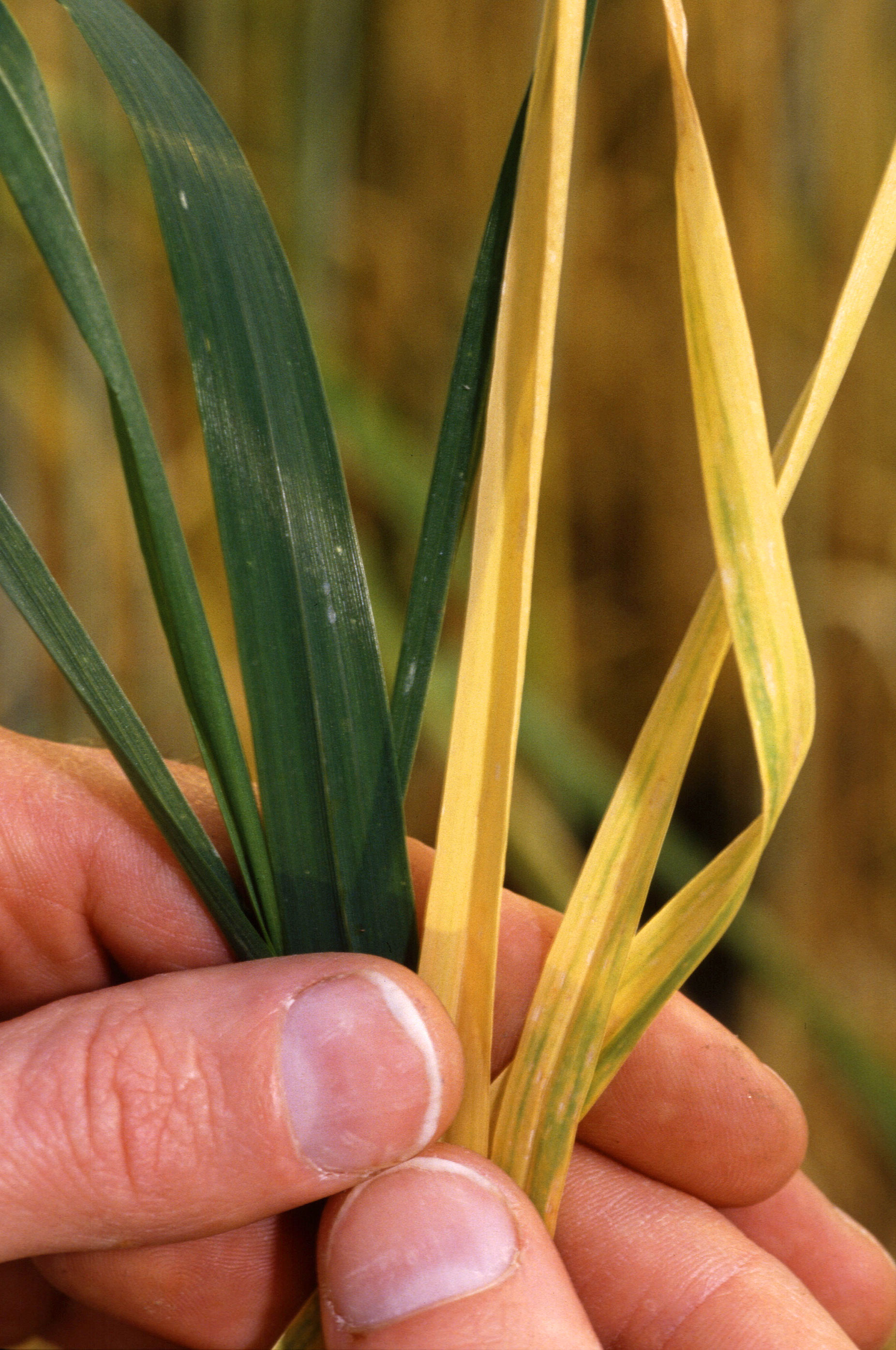
Efectes del virus del Nanisme groc en fulles de blat, el groc de les fulles infectades contrasta amb el color verd de les fulles sanes

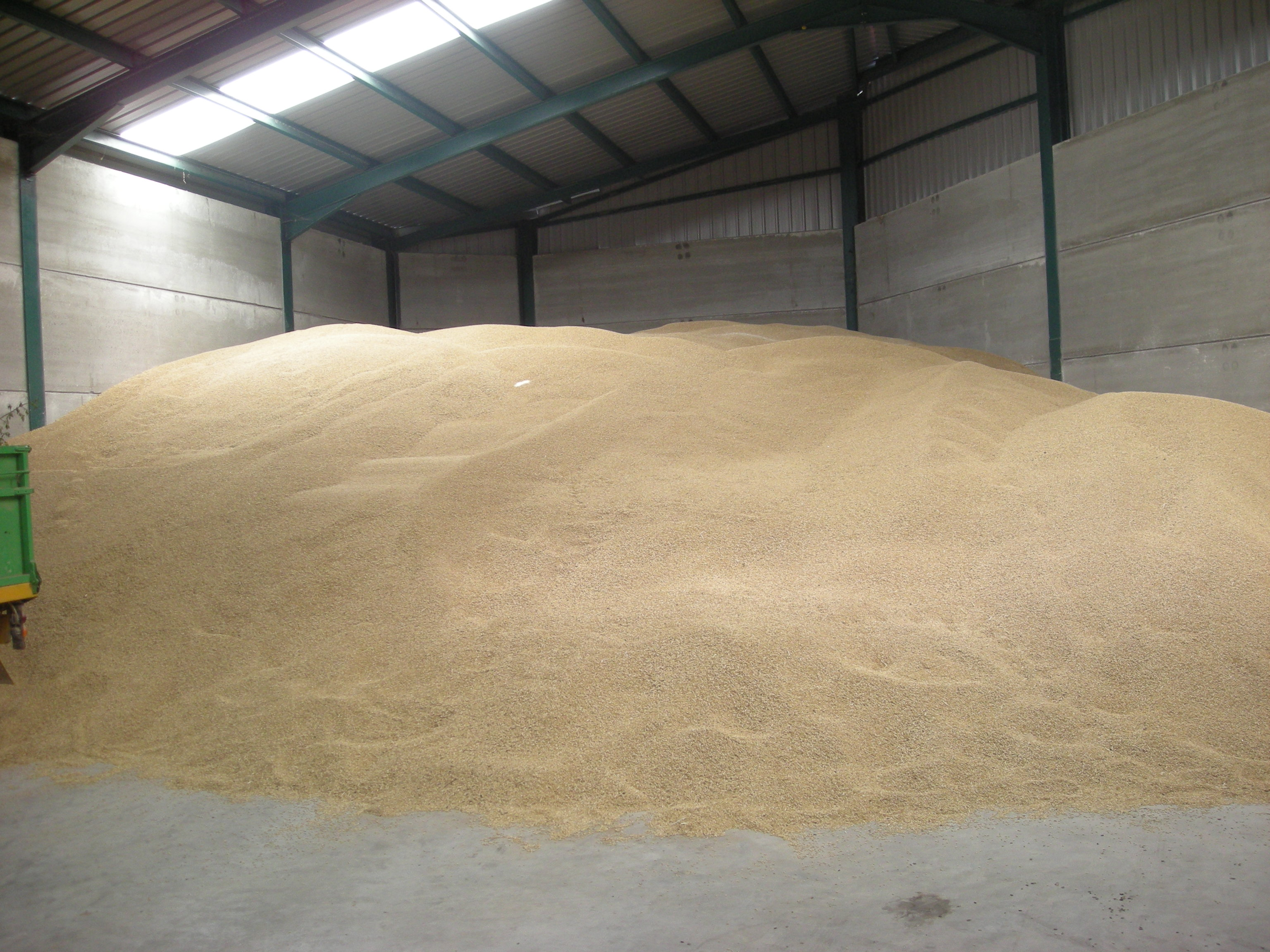
Magatzem d'ordi

| Els 10 majors productors d'ordi l'any 2005 (milions de tones) | Els 10 majors productors d'ordi l'any 2005 (milions de tones) |
| ------------------------------------------------------------- | ------------------------------------------------------------- |
| Rússia                                                        | 16,7                                                          |
| Canadà                                                        | 12,1                                                          |
| Alemanya                                                      | 11,7                                                          |
| França                                                        | 10,4                                                          |
| Ucraïna                                                       | 9,3                                                           |
| Turquia                                                       | 9,0                                                           |
| Austràlia                                                     | 6,6                                                           |
| Regne Unit                                                    | 5,5                                                           |
| Estats Units                                                  | 4,6                                                           |
| Espanya                                                       | 4,4                                                           |
| Total mundial                                                 | 138                                                           |
| Font: FAO                                                     |                                                               |

### Producció als Països Catalans

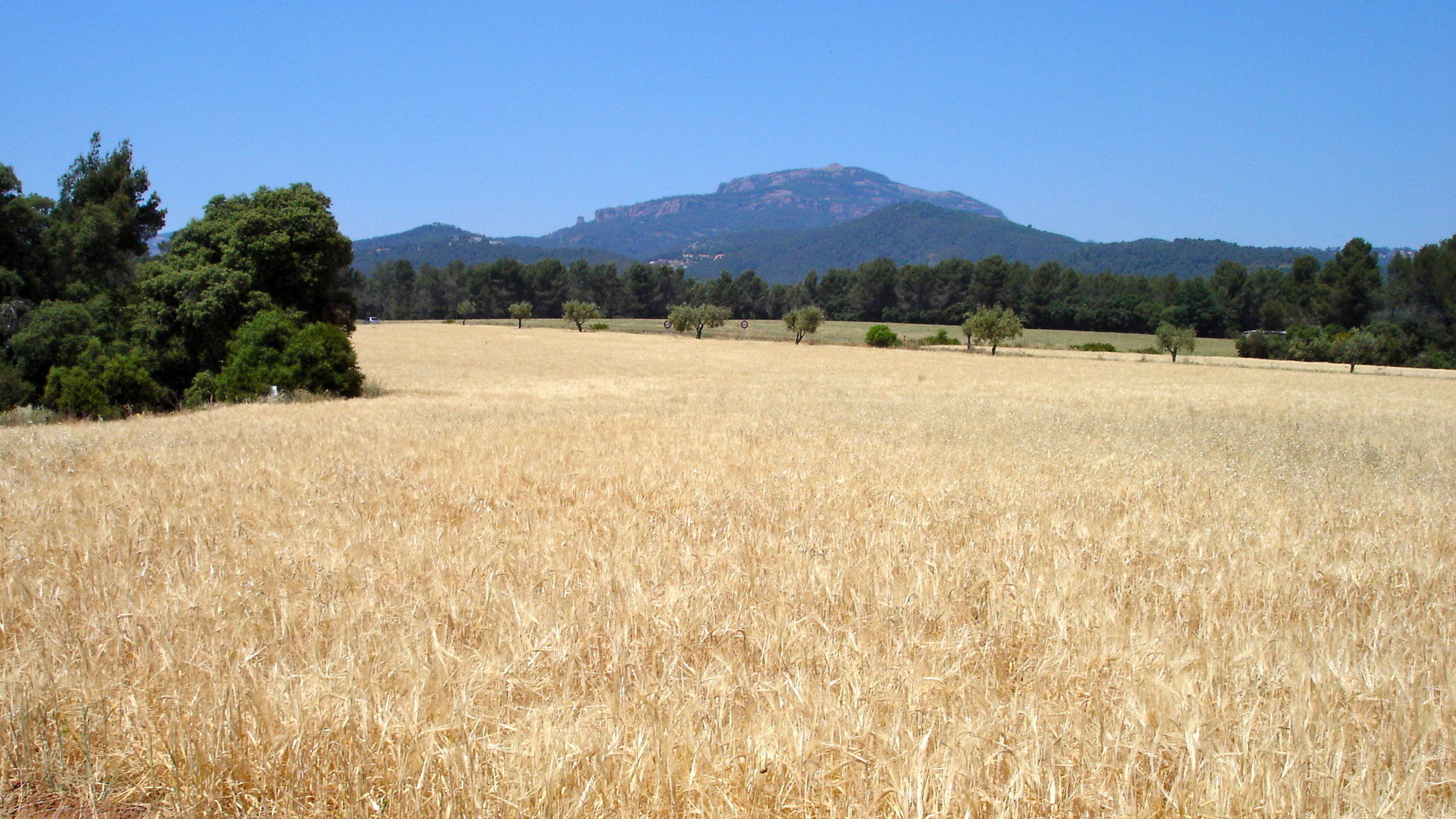
Camp d'ordi als peus de la Mola (Sant Llorenç del Munt)

L'ordi és el primer cultiu dels Països Catalans. Tradicionalment, s'ha cultivat l'ordi en terres de pitjor qualitat que el blat. A la dècada del 1970 s'aconseguí un increment del cultiu d'ordi mercès a la introducció de les varietats d'ordi de primavera, les quals han donat uns rendiments superiors als ordis d'hivern.
A Catalunya, l'ordi també és el principal cultiu essent el pes d'aquest cereal en el conjunt de cultius herbacis més important que en el cas dels Països Catalans. La producció d'ordi es concentra a les Terres de Ponent i a les planes de la Catalunya Central. Aquesta major presència del cultiu d'ordi es pot relacionar amb la importància del sector ramader a Catalunya, així com que els cultius s'han simplificat cap a cultius cerealistes i que el cultiu d'ordi es pot cultivar seguit en una mateixa parcel·la sense que en baixi sensiblement el rendiment, circumstància que no es dona en el cas del blat.

## Composició
L'Enciclopèdia Britànica, en la seva onzena edició (1910-1911) cita la següent composició per l'ordi, d'acord amb Ernst von Bibra i ometent-ne les sals:
| Aigua                | 15%     |
| Composts nitrogenats | 12.981% |
| Goma                 | 6.744%  |
| Sucre                | 3.200%  |
| Midó                 | 59.950% |
| Greix                | 2.170%  |

## Principals usos

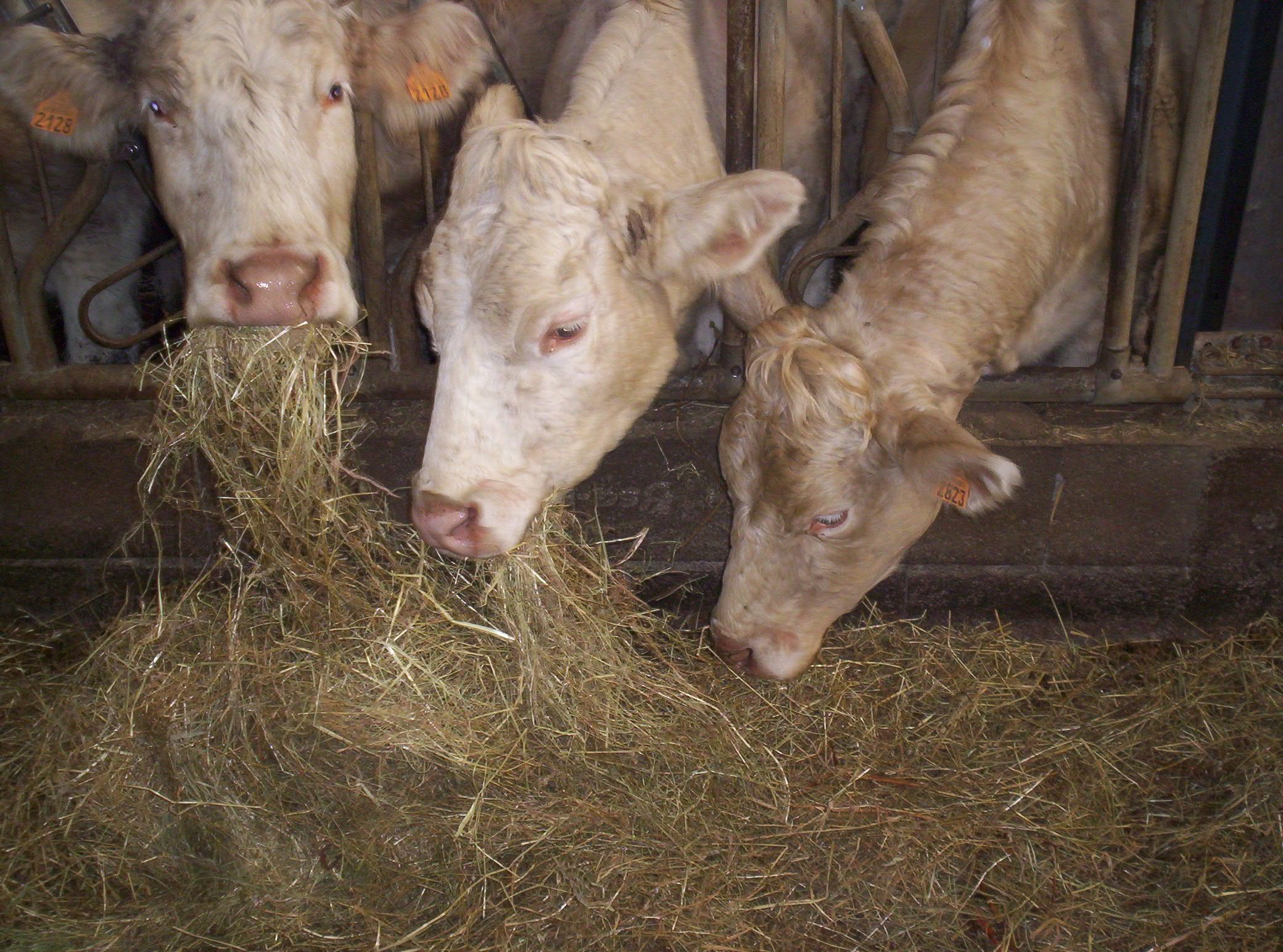
Vaques menjant fenc

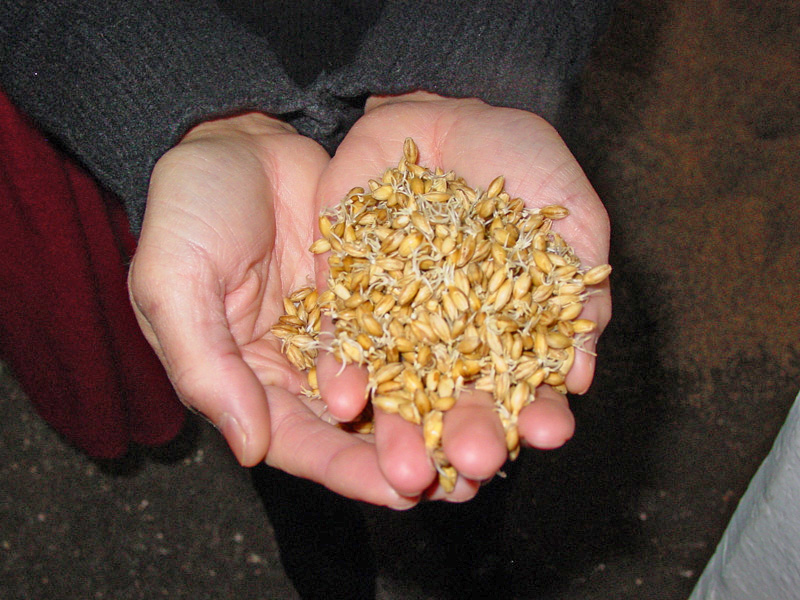
Ordi maltat

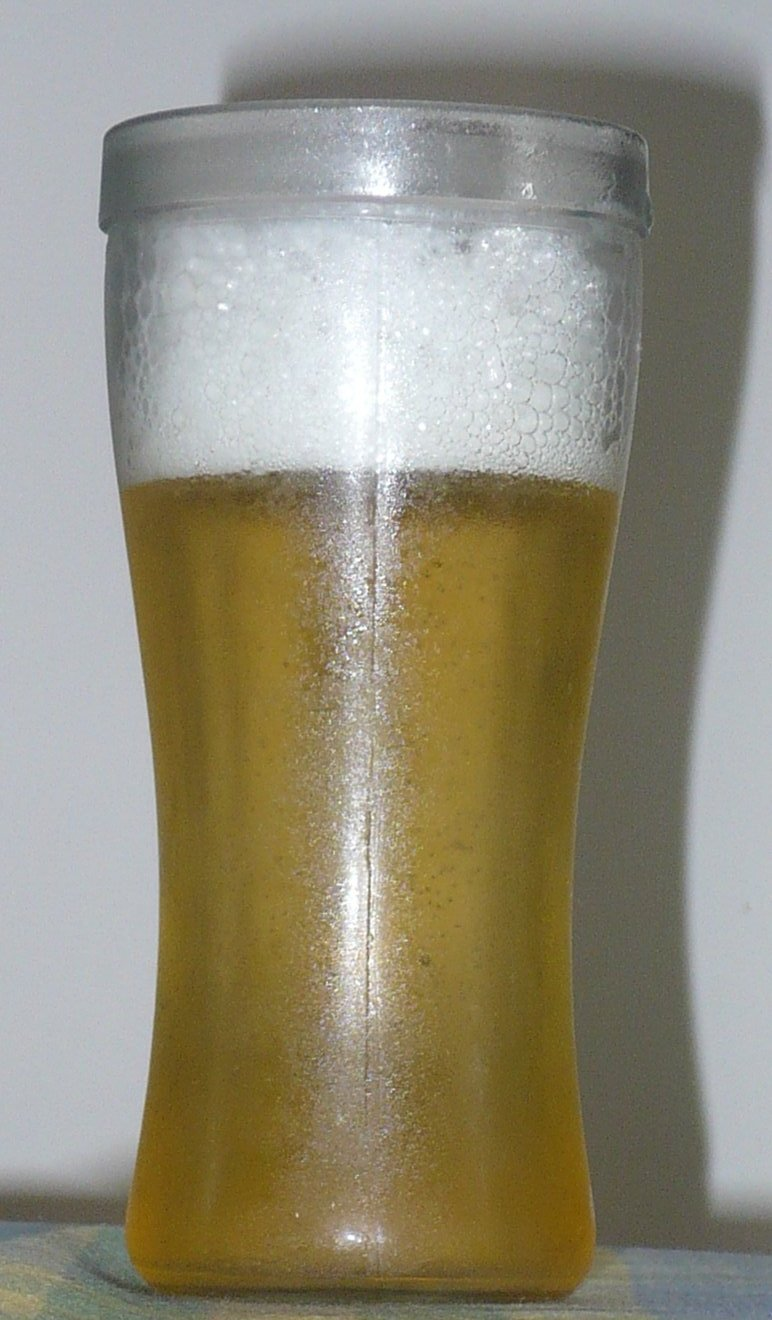
Cervesa

El gra d'ordi s'utilitza per a l'alimentació animal, per a la producció de malt, per a l'alimentació humana i com a llavor.
La palla d'ordi s'utilitza com a jaç o per alimentar el bestiar i també es fa servir la planta d'ordi per pasturar-la o bé dallar-la com a cereal immadur i ensitjar-la o fer-ne fenc.
El principal ús del gra d'ordi és per a l'alimentació animal, també es destinen a aquesta els subproductes del procés d'obtenció de la cervesa (bagàs) i de destil·lació.
El segon ús més important és per a la producció de malt. El maltatge consisteix, en una germinació controlada seguida d'un assecat també controlat. La germinació de la llavor d'ordi produeix dos enzims, alfa-amilasa i beta-amilasa, que, quan el malt passa a cerveseria, hidrolitzen el midó i el transformen en dextrines i sucres fermentables.
Una beguda sense alcohol tradicional feta amb ordi és l'aigua d'ordi també dita ordiat, aigua de civada o aigua civà
Només l'ordi, el blat i el sègol produeixen ambdós enzims. L'ordi és més emprat que els altres dos per diversos avantatges principals:
- Les glumel·les, fortament adherides al gra, el protegeixen després del malteig.
- Les glumel·les constitueixen un filtre natural durant el procés de fabricació de la cervesa.
- La textura del gra d'ordi amarat és més consistent que la dels grans dels altres dos cereals.
- Tradicionalment s'ha utilitzat l'ordi.

El malt es consumeix bàsicament (90-95%) en la fabricació de cervesa, però també té altres aplicacions:
| Tipus de Malt                                      | Productes |
| -------------------------------------------------- | --- |
| Per a cervesa                                      | cervesa, cervesa anglesa, aliments per al bestiar |
| Per destil·lar                                     | alcohol, aliments per als remugants i les aus |
| Especialitats: Molt seca, dextrina, caramel, negra | cereals per esmorzar, colorants del sucre, cerveses negres i substituts del cafè |
| Productes enriquits amb malt                       | llet maltejada: per a begudes i aliments infantils farina de malt: com a suplement de la farina de blat, per a l'alimentació humana i animal xarops de malt: per a medecines, tèxtils, pa, cereals per esmorzar i caramels brots de maltatge: aliment per a vaques de llet, vinagre i fermentació industrial |

Medicinal
Com a ús medicinal s'utilitza la llavor. Les principals propietats medicinals de l'ordi són, a més de ser nutritiva, que té propietats antiespasmòdiques, una mica astringent, digestiva i antifebril.
S'utilitza per a tractaments de tos irritativa, digestions pesades, deficiències en la secreció de sucs digestius, irritacions digestives i malalties febrils. Combat el restrenyiment en general pel seu contingut en fibra, especialment si s'utilitza el gra sencer. L'orxata d'ordi, que no és altra cosa que l'aigua que queda de la cocció de l'ordi, i que conté midó, és útil en el tractament d'hidratació de persones amb vòmits i diarrees. El seu ús és indicat per a les persones que pateixen de retenció de líquids, ja que l'ordi, al mateix temps que és refrescant fa orinar. La decocció en gargarismes s'usa per desinflamar la gola, en cataplasma s'usa per tractar lumbago, condiloma, inflamació i tumors
En fitoteràpia, l'ús de l'ordi és indicat en afeccions com diarrees, digestions lentes, arterioesclerosi, diabetis i per a l'ús extern en furóncols, abscessos, inflamacions osteoarticulars, miàlgies i contractures musculars. És contraindicada en casos d'hipertensió arterial.
Ús extern: S'utilitza la farina d'ordi per barrejar-la amb altres herbes per a la preparació del cataplasma per a alleujar la inflor causada per cops.
Contraindicacions: Evitar en casos d'al·lèrgies reconegudes o hipersensibilitat a la farina d'ordi o cervesa.

## En la cultura

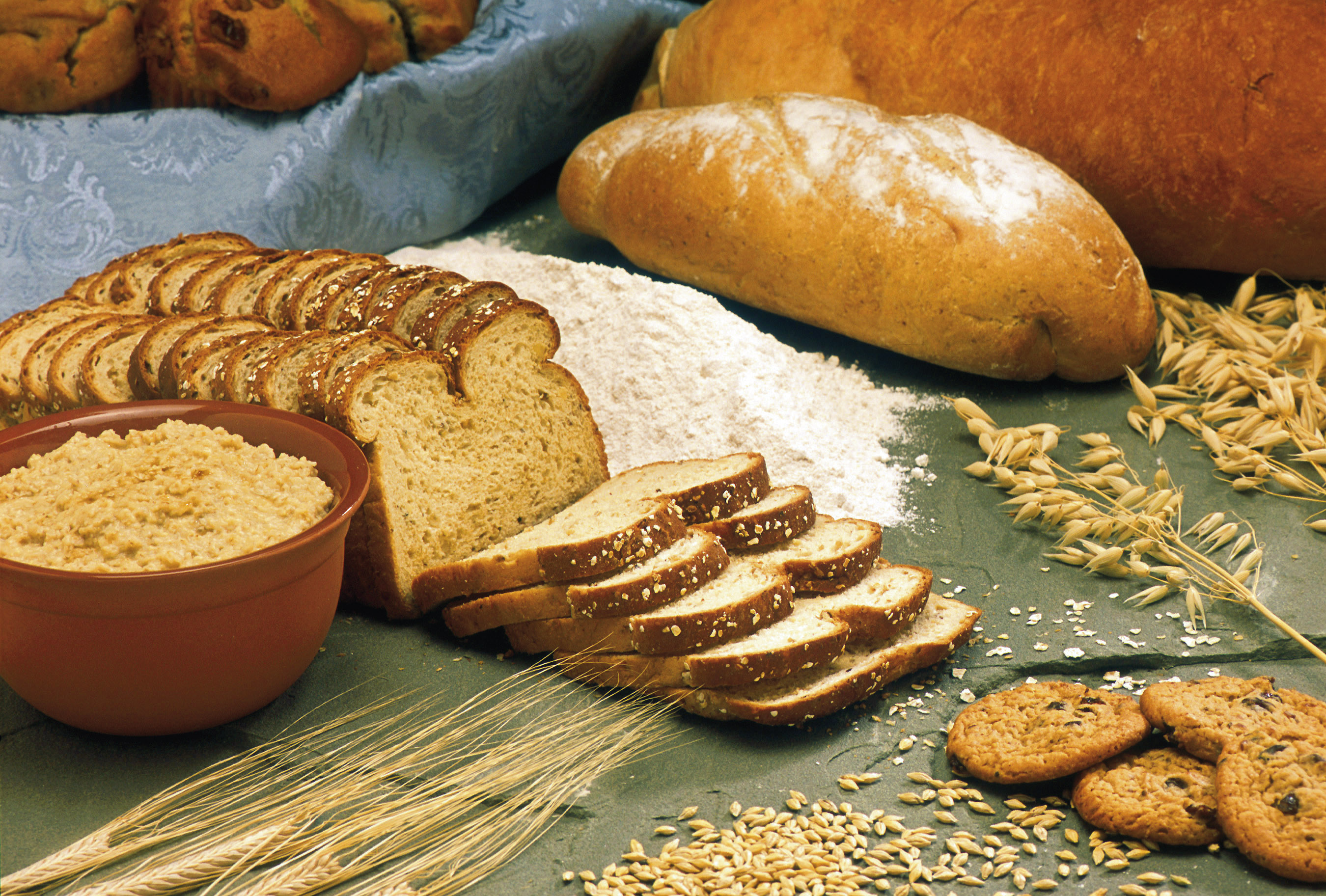
pans d'ordi i pans de civada

Hi ha una dita catalana tradicional sobre l'ordi: "Per Sant Jordi espiga l'ordi".
Els primers pans que va consumir l'home, fa uns 12.000 anys, eren a base d'ordi (Hordeum vulgare); el blat va prendre després el seu lloc. No obstant això en algunes regions mai no va deixar d'utilitzar: és el cas del pa àzim de l'Orient Mitjà, citat a la Bíblia i usat per Jesús a "la multiplicació dels pans". Precisament les primeres osties dels cristians es feien amb farina d'ordi i aigua.
A la Roma imperial, els gladiadors eren anomenats "hordearii", terme que significa "menjador d'ordi", en al·lusió al seu aliment base, la minestra d'ordi, que els permetia disposar de bona dosi de força i energia.
A les escoles filosòfiques, mèdiques i matemàtiques dels grecs, era l'aliment recomanat per Plató, Hipòcrates i Pitàgores per als alumnes, per ser ideal per a promoure la capacitat de pensar, concentrar-se i atendre els ensenyaments, estant prohibit el consum d'aliments molt proteics. També els guerrers grecs consumien ordi, hàbit citat a la Il·líada i l'Odissea. Tant Hipòcrates com Galè recomanaven l'aigua d'ordi en totes les malalties agudes.
Els orientals també utilitzaven l'ordi com a aliment base. És el cas del tsampa dels tibetans, aliment de subsistència fet a base de farina d'ordi torrada.
A la medicina xinesa és considerat el cereal ideal per a la primavera i les cures depuratives hepàtiques.
Als països saxons és consumida per embarassades i mares que lacten. El gra d'ordi molt i torrat era utilitzat per fer una infusió considerada el "cafè dels pobres", que es bevia sola (malt) o s'agregava a la llet (llet maltada).
En l'Islam, el profeta Mahoma prescrivia l'ordi per a set malalties. Aquestes inclouen dolors, nivells alts de colesterol, malalties del cor, el tractament del càncer, els efectes de l'envelliment, la diabetis i la hipertensió. També es va dir que permetia calmar i alleujar els dolors intestinals. Avicenna, al segle xi, en el seu Cànon de la Medicina va escriure sobre els efectes curatius de l'aigua d'ordi, sopa i brou per a les febres.